# شکر (مفهوم اخلاقی)
شُکر یا شُکران یک مفهوم اخلاقی است که در مقابل کُفران به کار می‌رود. معنای لغوی آن سپاسگزاری کردن و ثنای جمیل و ذکر نیکو است. شُکر همچنین در عرفان اسلامی به‌عنوان یکی از منازل مهم سلوک الی‌الله مطرح شده‌است.